# ناوتو ميساوا
ناوتو ميساوا (باليابانية: 三沢 直人) (مواليد 7 يوليو 1995) هو لاعب كرة قدم ياباني.

## وصلات خارجية
- ناوتو ميساوا على موقع رابطة كرة القدم اليابانية للمحترفين (اليابانية)
- ناوتو ميساوا على موقع قاعدة بيانات كرة القدم.إي يو (الإنجليزية)
- ناوتو ميساوا على موقع Soccerway.com (الإنجليزية)
- ناوتو ميساوا على موقع عالم كرة القدم.نت (الإنجليزية)